# Касуга тайся
Касуга тайся (яп. 春日大社) — синтоїстське святилище в Нарі, Японія.

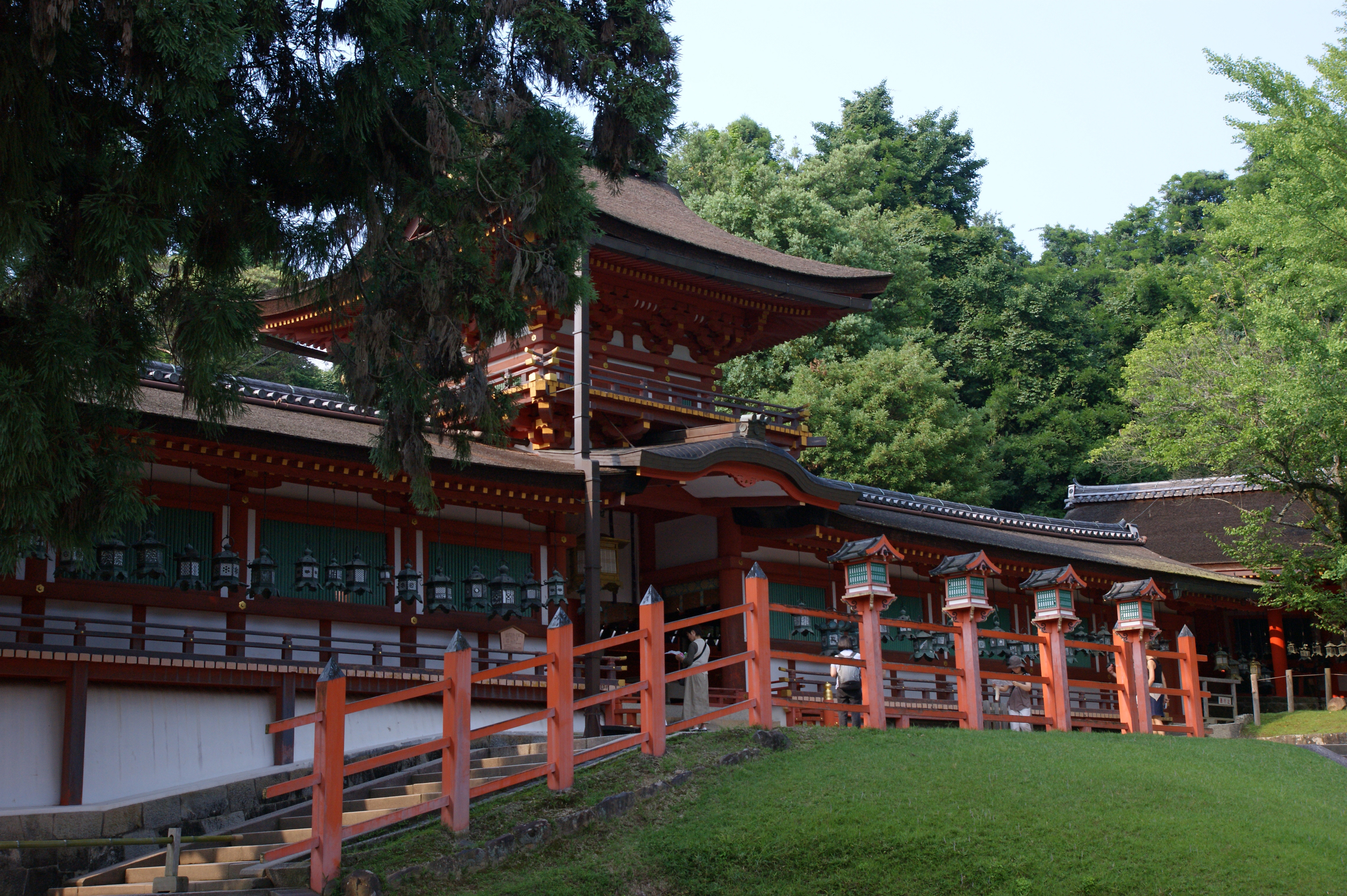
Касуга тайся

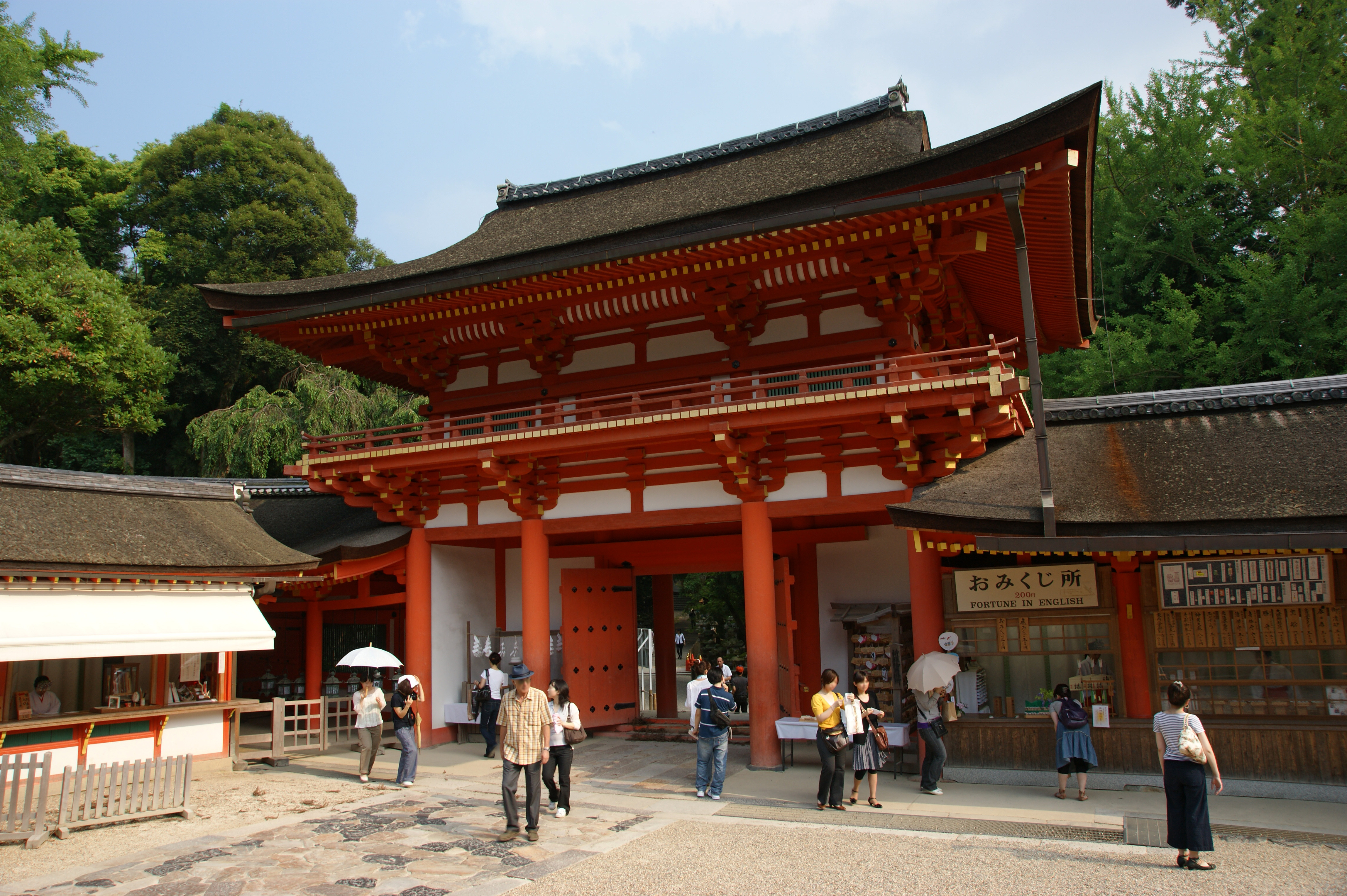
Касуга тайся

Побудована в 768 році, піддавалася багатократній реконструкції. Касуга є святилищем клану Фудзівара. Внутрішній двір святилища прикрашений унікальними бронзовими ліхтарями, по обидва боку дороги до кумирні стоять кам'яні ліхтарі.
Касуга міститься в Оленячому парку на околиці міста. При святилищі знаходиться ботанічний сад Маньєсю. Біля Касуги регулярно організовуються представлення церемоніальної музики і танців древньої Японії.
До складу Касугі входить чотири кумирні Такемікадзуті-но мікото (яп. 武甕槌命), Фуцу-нусі-но мікото (яп. 経津主命), Аме-но кояне-но мікото і його дружини Хіме-гамі (яп. 比売神). Нині святилище вже не пов'язане з родом Фудзівара, але воно активно відвідується членами імператорської родини, міністрами і керівниками Японії. Свята Касугі мають велике значення для країни і самосвідомості японців.
Історично святилище пов'язане з храмом Кофуку-дзі, якому колись було підпорядковано.

## Свята
- 13 березня: Касуга-мацурі — одне з найважливіших свят Японії, проводиться з XIII століття.
- 14 серпня і 15 серпня: Тюген-манторо-мацурі — церемонія запалення ліхтарів з музикою і танцями, запалюється 1 800 кам'яних ліхтарів і 1 000 висячих ліхтарів.
- 15 грудня — 18 грудня: Касуга-вакамія-он-мацурі — дух (камі) кумирні Вакамія-дзіндзя і син основного духа Аме-но Кояне (яп. 天児屋根命), Аме-но-осі-кумо-не-мікото переноситься з кумирні на пагорб недалеко від міста, організовується процесія. В окрузі гасяться усі ліхтарі. Організовуються вистава сумо і театру но. Свято пов'язане з родом Фудзівара.

## Додаткові зображення

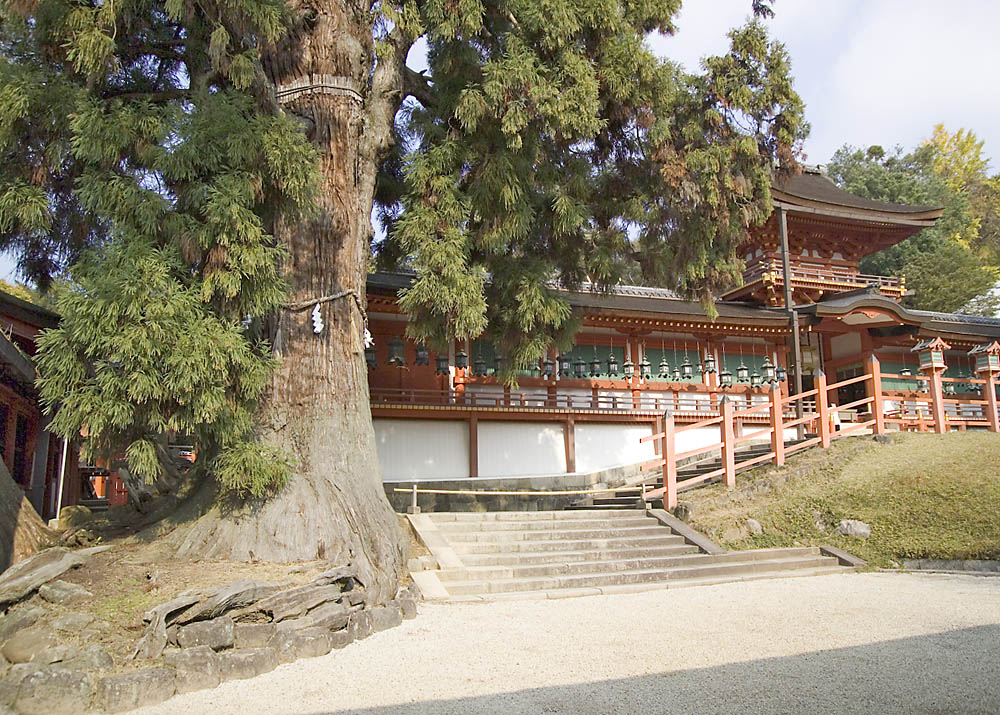
Вигляд комплексу
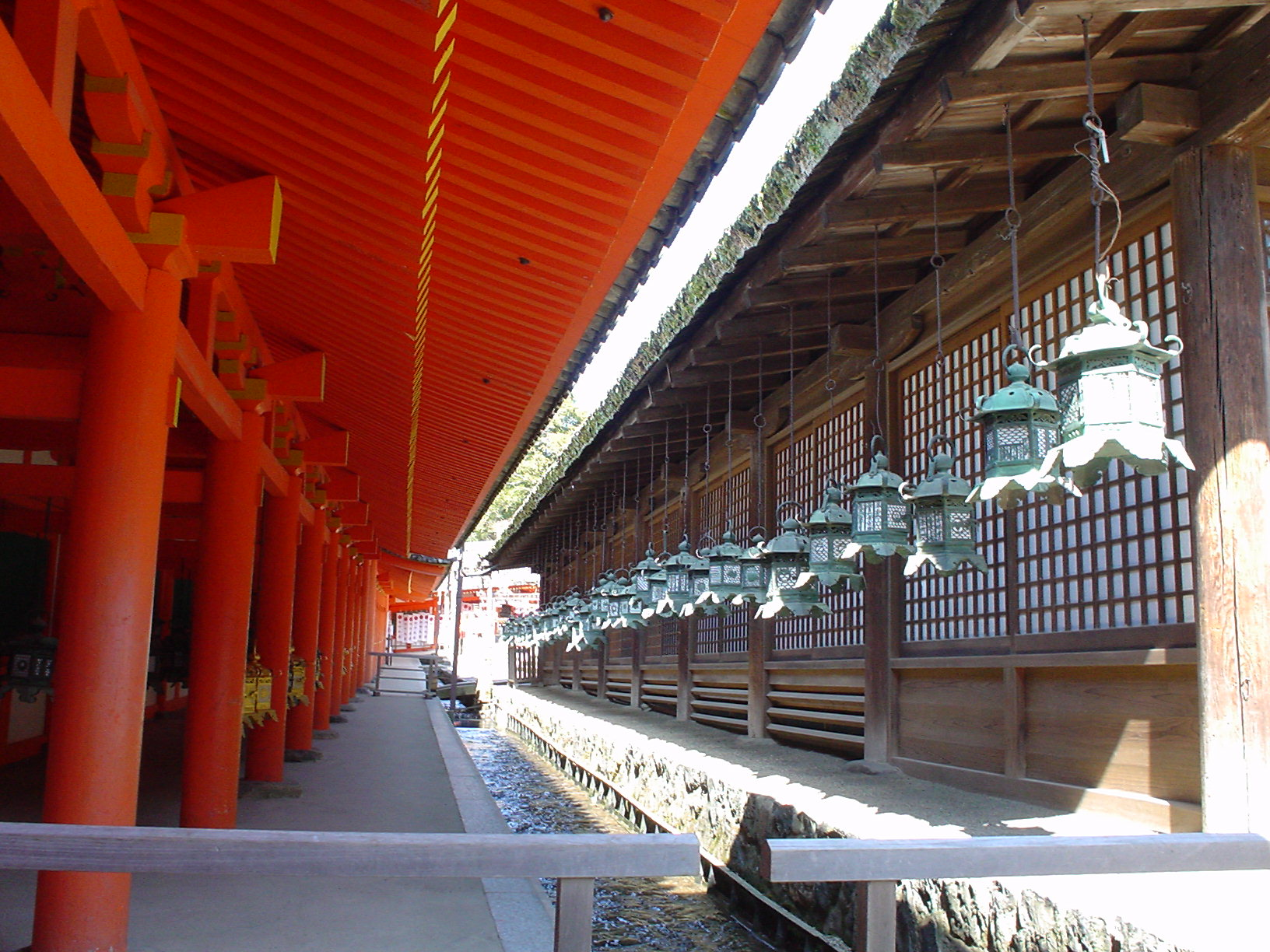
Бронзові ліхтарі
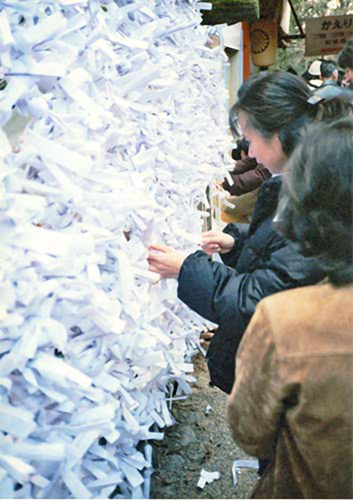
Паломники
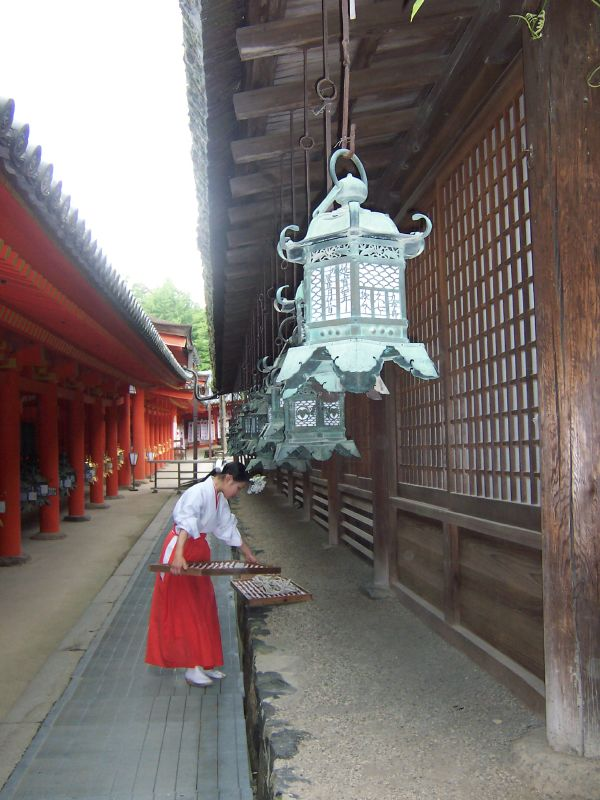
Жрець святилища (міко)

## Ресурси Інтернету
- Офіційний сайт [Архівовано 2 квітня 2019 у Wayback Machine.] (яп.)
- Japan Guide [Архівовано 2 квітня 2019 у Wayback Machine.] (англ.)

1. ↑  https://whc.unesco.org/en/list/870/multiple=1&unique_number=1021
2. ↑  https://kunishitei.bunka.go.jp/heritage/detail/401/2045